# Камочели Инфериоре
Камочели Инфериоре је насеље у Италији у округу Ређо ди Калабрија, региону Калабрија.
Према процени из 2011. у насељу је живело 131 становника. Насеље се налази на надморској висини од 60 м.